# La Plagne

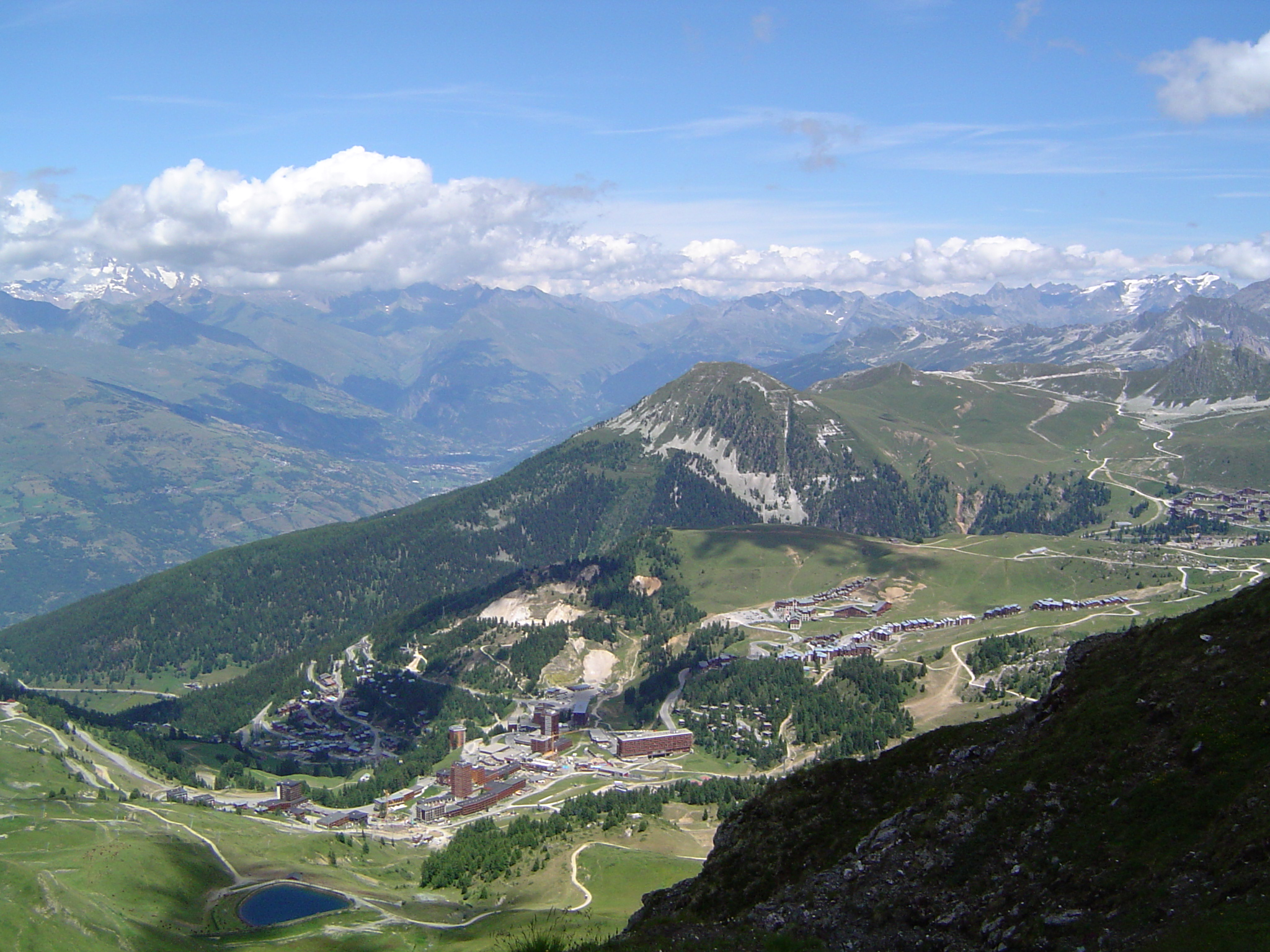
La Plagne im Sommer

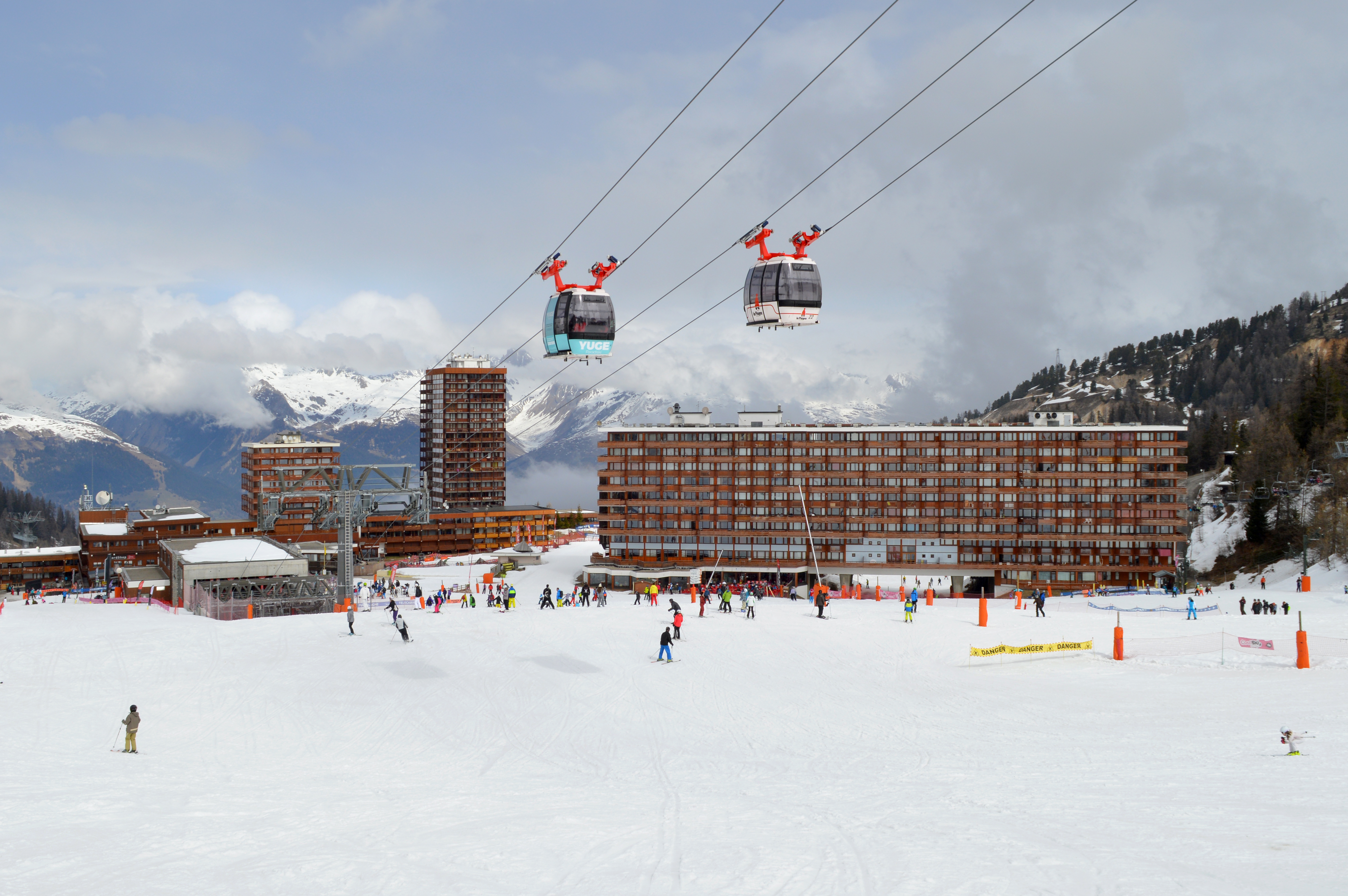
Plagne Centre im April 2017

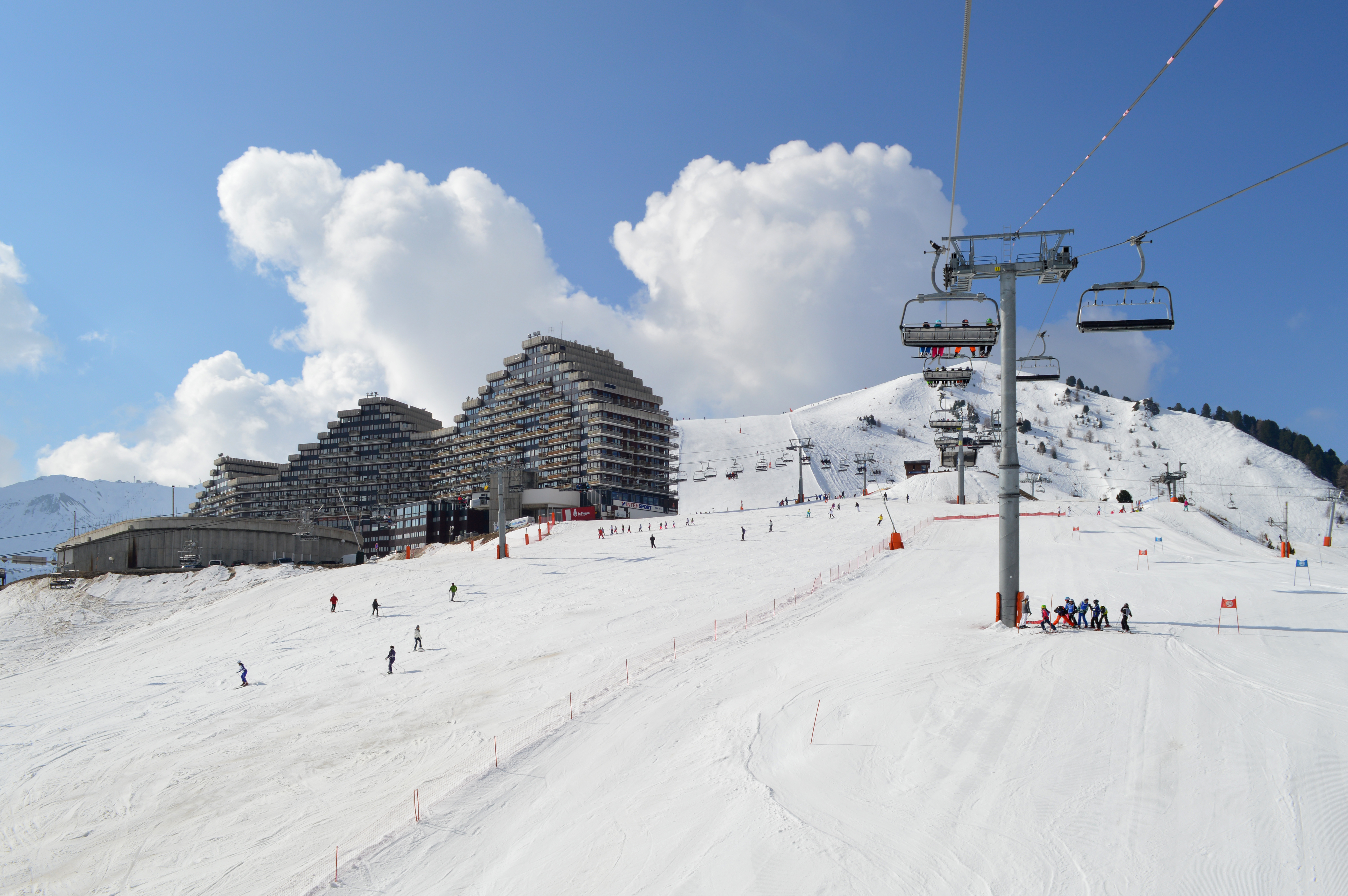
Plagne Aime 2000, mit dem 'Paketboot des Schnees'

La Plagne (Name für ‚Terrasse‘, ‚kleine Ebene im Gebirge‘) ist ein Skigebiet mit über 220 Pistenkilometern im Département Savoie (Frankreich). Es befindet sich oberhalb des Tarentaise-Tals. Über 110 Liftanlagen erschließen die Hänge des Dome de Bellecôte (La Plagne) bis auf 3400 m Höhe. Als Gletschergebiet gilt La Plagne als schneesicher, und viele der Pisten liegen zwischen 2000 und 3000 Metern. La Plagne bildet zusammen mit Les Arcs den Skipassverbund Paradiski. Die Skigebiete La Plagne und Les Arcs sind durch die größte Personenseilbahn der Welt verbunden. An schönen Sonnentagen bietet sich von den Gipfeln des Skigebietes ein unvergleichlicher Blick auf den Mont Blanc.

## Stationen

### Plagne Centre (1970 m)
Plagne Centre war der Grundstein des Skigebietes und wurde im Jahre 1961 eröffnet. Zunächst hieß die Station lediglich La Plagne, wurde allerdings in Plagne Centre umbenannt, als das Skigebiet durch den Bau neuer Stationen erweitert wurde. Seither war Plagne Centre der eigentliche Mittelpunkt des Skigebietes.

### Aime-La Plagne (2100 m)
Die Station liegt in der Gemeinde Aime und wurde im Dezember 1969 fertiggestellt. Das große Hauptgebäude der Station erinnert an ein riesiges Kreuzfahrtschiff.

### Plagne Bellecôte (1930 m)

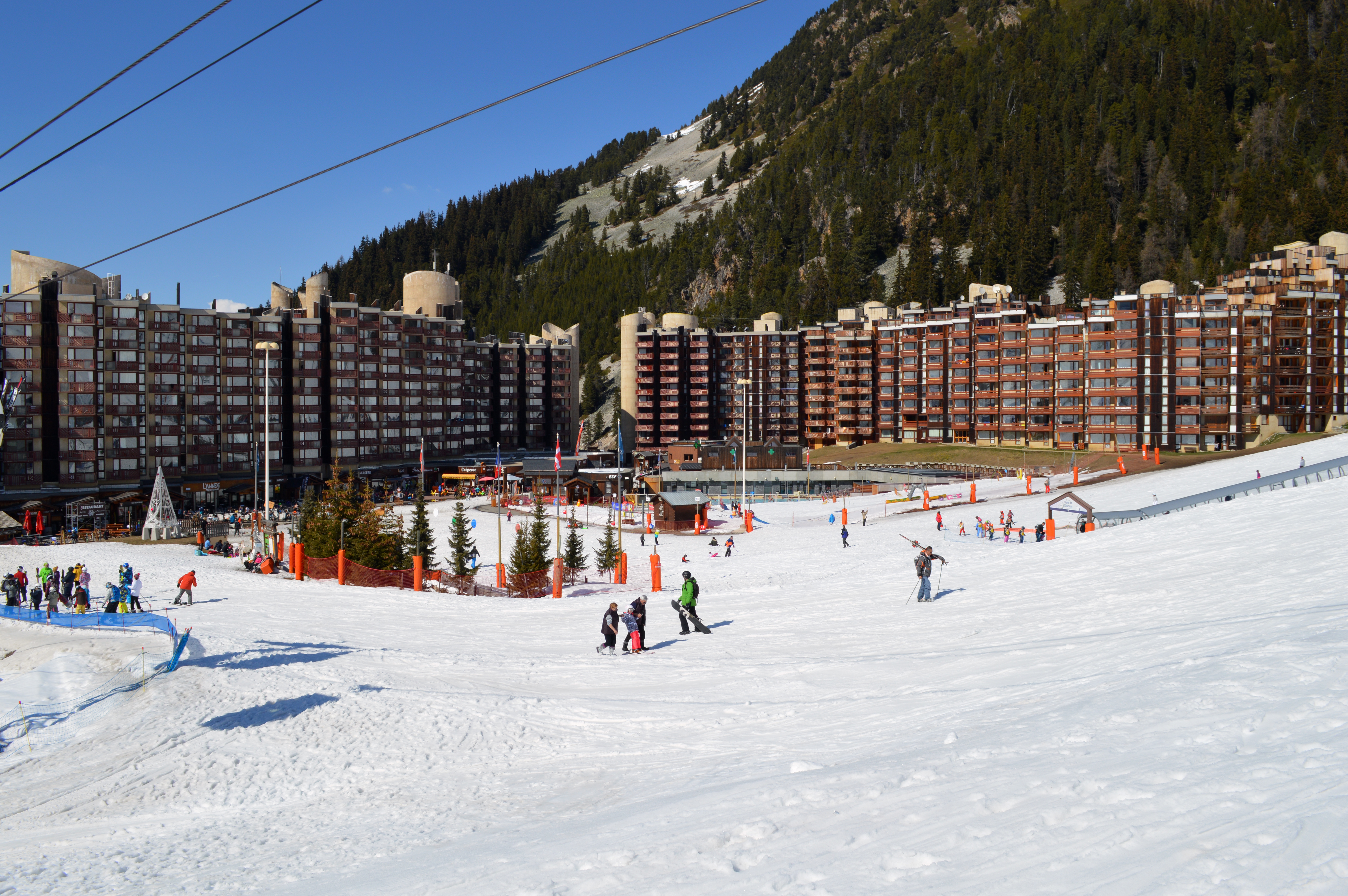
Plagne Bellecôte

Diese Station wurde 1974 eröffnet, nachdem sie schon 1968 geplant worden war. 1975 wurde die Gondelbahn in Betrieb genommen, die Bellecôte mit dem Roche de Mio (2745 Meter) verbindet. Drei Jahre später wurde die Bahn erweitert, um den Gletscher Bellecôte (3250 m) zu erschließen. Dieser kann von der Talstation (die Station Bellecôte liegt mitten im Skigebiet La Plagne) in 40 Minuten erreicht werden.
Bellecôte ist das Herzstück aller Skibewegungen im Rahmen des Paradiski-Programms, da von dort aus alle Orte im Skigebiet La Plagne zu erreichen sind.
Das Bauwerk Bellecôte wird außerdem die Staumauer (frz.: la Barrage) genannt, da sie stark an solch ein Gebilde erinnert.

### Montchavin (1250 m)
Oberhalb von Montchavin befindet sich der Vanoise Express, die Seilbahn, die La Plagne mit Les Arcs verbindet. Um eine stetige Verbindung aufrechtzuerhalten, sind alle Pisten in diesem Gebiet mit Schneekanonen ausgestattet.

### Les Coches (1450 m)
Les Coches liegt nur 200 Meter oberhalb von Montchavin und ist von dort bequem zu Fuß oder mit einer Gondelbahn zu erreichen.

### Weitere Stationen
Champagny-en-Vanoise (1250 m), Plagne Villages (2050 m), Montalbert (1350 m), Plagne 1800 (1800 m), Belle Plagne (2050 m), Plagne Soleil (2050 m)

## Sport

### Bob- und Rodelbahn
Im Rahmen der Olympischen Winterspiele 1992 im nahen Albertville wurden die Wettbewerbe im Rennrodeln und Bobfahren in La Plagne ausgerichtet. Dafür wurde der erste künstliche Eiskanal in Frankreich errichtet, der noch heute für internationale Wettkämpfe im Bobsport und Rennrodeln genutzt werden kann. Außerdem werden regelmäßig Bobfahrten für Touristen in speziellen Schlitten angeboten.
Im Rahmen der Kandidatur der Stadt Annecy für die Austragung der Olympischen Winterspiele 2018 wurde geplant, die entsprechenden Wettbewerbe im Rennrodeln, Bobfahren und Skeleton ebenfalls in La Plagne auszutragen.

### Wintersport
La Plagne bietet auf 225 Pistenkilometern 130 Abfahrten und 80 km gespurte Loipe. Das Gesamtskigebiet verfügt über 425 Pistenkilometer. Das Skigebiet ist von Ende Dezember bis Mitte April für den Skibetrieb geöffnet. Zahlreiche Wanderwege und andere Freizeitaktivitäten ergänzen das Angebot.

### Radsport
In La Plagne fanden bislang fünf Bergankünfte der Tour de France statt. In den Jahren 1984, 1987, 1995, 2002 und 2025 befand sich das Ziel in Plagne Centre auf einer Höhe von rund 1970 Metern, wobei der rund 17 Kilometer lange Anstieg stets der hors catégorie zugeordnet wurde.
Im Jahr 1984 gewann der Gesamtführende Laurent Fignon die erste Bergankunft in La Plagne und legte somit den Grundstein für seinen zweiten Tour-de-France-Gesamtsieg. An jenem Tag nahm er Bernard Hinault fast drei Minuten ab und ging mit einem Vorsprung von mehr als acht Minuten in die letzten Tour-Etappen. Drei Jahre später gewann Laurent Fignon auch die zweite Bergankunft in La Plagne, wobei er sich diesmal aus einer späten Ausreißergruppe durchsetzte und im Gesamtklassement nur eine untergeordnete Rolle spielte. Im Kampf um den Gesamtsieg kam es zum Duell zwischen dem Iren Stephen Roche und dem Spanier Pedro Delgado, der das Gelbe Trikot am Vortag übernommen hatte und einen Vorsprung von 25 Sekunden aufwies. Da Stephen Roche als der schwächere Bergfahrer galt, griff er bereits in einem Flachstück vor dem Col de la Madeleine an, den er als Solist passierte. Erst am Fuße der Schlusssteigung nach La Plagne wurde der Ire schließlich von Pedro Delgardo, der bergauf jedoch nur wenige Sekunden herausfahren konnte. Stephen Roche blieb somit in Schlagdistanz, übernahm wenige Tage später im Abschlusszeitfahren von Dijon das Gelbe Trikot, ehe er tags darauf als erster irischer Gesamtsieger in Paris einfuhr.
Als dritter Sieger der Bergankunft von La Plagne ging Alex Zülle hervor, nachdem er sich bereits rund 100 Kilometer vor dem Ziel im Anstieg des Col des Saisies vom Hauptfeld absetzen konnte. Der Schweizer distanzierte seine Begleiter auf dem nachfolgenden Cormet de Roselend und erreichte das Ziel mit einem Vorsprung von rund zwei Minuten vor dem Spanier Miguel Indurain, der das Gelbe Trikot verteidigte und schließlich seinen fünften und letzten Gesamtsieg bei der Tour de France fixierte. Mit seiner langen Solo-Flucht rückte Alex Zülle auf den zweiten Gesamtrang vor, den er ebenfalls bis Paris verteidigen konnte. Die bislang letzte Bergankunft in La Plagne fand sieben Jahre später im Rahmen der Tour de France 2002 statt. Der Niederländer Michael Boogerd setzte sich bereits 90 Kilometer vor dem Ziel im Anstieg des Col de la Madeleine als Solist ab und gewann die Etappe mit einem Vorsprung von mehr als einer halben Minute. Dahinter fixierte Lance Armstrong mit Rang drei seinen vierten Gesamtsieg in Folge, der ihm später jedoch wegen Dopings aberkannt wurde.
Im Jahr 2025 soll die Tour de France nach 23 Jahren nach La Plagne zurückkehren, wobei der Zielort auf der 19. Etappe als letzte Bergankunft der Rundfahrt dienen soll. Anders als in den vorangegangenen Austragungen befindet sich der Zielstrich in Plagne Villages und somit auf einer Höhe von 2050 Metern. Die 19,1 km lange Auffahrt weist dabei eine durchschnittliche Steigung von 7,2 % auf und gilt als Bergwertung der Hors Catégorie. Zuvor müssen mit dem Col de Saisies und der Kombination aus Col du Pré und Cormet de Roselend mehrere anspruchsvolle Pässe überquert werden.
| Jahr | Etappe     | Bergwertung  | Sieger          | Zielort         |
| ---- | ---------- | ------------ | --------------- | --------------- |
| 1984 | 18. Etappe | HC-Kategorie | Laurent Fignon  | Plagne Centre   |
| 1987 | 21. Etappe | HC-Kategorie | Laurent Fignon  | Plagne Centre   |
| 1995 | 9. Etappe  | HC-Kategorie | Alex Zülle      | Plagne Centre   |
| 2002 | 16. Etappe | HC-Kategorie | Michael Boogerd | Plagne Centre   |
| 2025 | 19. Etappe |              |                 | Plagne Villages |

In den Jahren 1984 und 1987 diente Le Plagne auch als Bergankunft der Tour de France féminin. Im Jahr 1984 setzte sich die US-Amerikanerin Marianne Martin durch, die zugleich das Gelbe Trikot übernahm und wenige Tage später die 1. Austragung des Etappenrennens gewann. Drei Jahre später siegte die Französin Jeannie Longo.
Weiters ging in der näheren Vergangenheit auch eine Etappe des Critérium du Dauphiné in La Plagne zu Ende, wobei sich der Ukrainer Mark Padun als Etappensieger durchsetzte. Richie Porte übernahm an jenem Tag die Gesamtführung und legte so den Grundstein für seinen Gesamtsieg. Im Rahmen des Rennens fand die Zielankunft erstmals in Plagne Villages statt.